# Lista grupelor muntoase din Carpații Occidentali
Această listă a celor 18 de sub-grupe montane distincte morfologic, geofizic și geografic din Carpații Occidentali conține denumirea generică a sub-grupului, precum și cel mai înalt vârf al său.  Sensul ales de aranjare în listă este cel orar din punctul cel mai de sud al lanțului spre cel mai de nord al Carpaților Occidentali. 

## Subgrupe
1. Munții Almaj (sau Almajului) - cel mai înalt vârf, 1.224 m, Vârful Svinecea Mare
2. Munții Locvei - cel mai înalt vârf, 735 m, Vârful Corhanul Mare
3. Munții Semenic - cel mai înalt vârf, 1.447 m, Vârful Piatra Goznei
4. Munții Aninei - cel mai înalt vârf, 1.160 m, Vârful Leordiș
5. Munții Dognecei - cel mai înalt vârf, 617 m, Vârful Culmea Poeții
6. Munții Poiana Ruscă - cel mai înalt vârf, 1.382 m, Vârful Padeș
7. Munții Trascău - cel mai înalt vârf, 1.369 m, Vârful Dambău
8. Munții Metaliferi - cel mai înalt vârf, 1.437 m, Vârful Poienița
9. Munții Zarand - cel mai înalt vârf, 836 m, Vârful Drocea
10. Munții Codru-Moma - cel mai înalt vârf, 1.112 m, Vârful Pleșu
11. Masivul Găina - cel mai înalt vârf, 1.486 m, Vârful Găina
12. Munții Bihor - cel mai înalt vârf, 1.849 m, Vârful Curcubăta Mare
13. Masivul Muntele Mare - cel mai înalt vârf, 1.826 m, Vârful Muntele Mare
14. Munții Gilău - cel mai înalt vârf, 1.475 m, Vârful Chicera Comării
15. Masivul Vlădeasa - cel mai înalt vârf, 1.836 m, Vârful Vlădeasa
16. Munții Pădurea Craiului - cel mai înalt vârf, 1.027 m, Vârful Hodrâncușa
17. Munții Meseș - cel mai înalt vârf, 996 m, Vârful Măgura Priei
18. Munții Plopiș (sau Munții Șes) - cel mai înalt vârf, 918 m, Vârful Măgura Mare